# アイスランドサッカー協会
アイスランドサッカー協会（アイスランドサッカーきょうかい、アイスランド語: Knattspyrnusamband Íslands, 英語: Football Association of Iceland）は、アイスランドにおけるサッカーを統括する競技運営団体。略称はKSÍ。国際サッカー連盟（FIFA）および欧州サッカー連盟（UEFA）に加盟している。

## 主な運営・組織
- サッカーアイスランド代表
- U-21サッカーアイスランド代表
- サッカーアイスランド女子代表
- ウルヴァルステイルト
- アイスランド・カップ